# Valdemoro-Sierra
Valdemoro-Sierra község Spanyolországban, Cuenca tartományban. Valdemoro-Sierra Cuenca, Beamud, Huélamo, Valdemeca, Huerta del Marquesado, Campillos-Sierra, Valdemorillo de la Sierra és La Cierva községekkel határos. Lakosainak száma 99 fő (2024).

## Népesség
A település népessége az utóbbi években az alábbiak szerint változott:
| Lakosok száma | 184  | 173  | 164  | 149  | 140  | 123  | 120  | 110  | 112  | 99   |
|               | 2001 | 2004 | 2006 | 2009 | 2011 | 2014 | 2016 | 2019 | 2021 | 2024 |